# Sam Tsui
Samuel "Sam" Tsui, född 2 maj 1989, är en amerikansk sångare och låtskrivare som är känd för sina covers av kända artister samt medleys och mash-ups av olika låtar på YouTube. Han är mest känd för sina musikvideor och covers i samband med Kurt Hugo Schneider.

## Bakgrund
Tsui växte upp i Blue Bell, Pennsylvania, där han bodde en gata bort från Kurt Hugo Schneider, hans producent och vän, som han gick tillsammans med på Wissahickon High School. Tsui studerade på Yale University, där han var medlem i a cappella-gruppen The Duke's Men of Yale, och utexaminerades 2011 med en examen i klassisk grekiska.

## Diskografi
Studioalbum
- 2010 – The Covers
- 2013 – Make It Up
- 2018 – Trust

Singlar (urval)
| År   | Titel & Cover                                            |
| ---- | -------------------------------------------------------- |
| 2010 | "If I Die Young" (The Band Perry cover)                  |
| 2010 | "Don't Want an Ending" (Originallåt)                     |
| 2010 | "King of Anything" (Sara Bareilles cover)                |
| 2010 | "The Only Exception" (Paramore cover med Kurt Schneider) |
| 2010 | "For Good"(with Nick Pitera)                             |
| 2011 | "In the Dark" (DEV cover)                                |
| 2011 | "Imagine" (med AHMIR)                                    |
| 2011 | "Hold It Against Me" (Britney Spears cover)              |
| 2011 | "Start Again" (Originallåt)                              |
| 2011 | "Jar of Hearts" (Christina Perri cover)                  |
| 2011 | "Born This Way" (Lady Gaga cover)                        |
| 2011 | "Rolling in the Deep" (Adele cover)                      |
| 2011 | "How to Love" (Lil Wayne cover)                          |
| 2011 | "Someone Like You" (Adele cover)                         |
| 2011 | "We Found Love" (Rihanna cover)                          |
| 2011 | "Moves Like Jagger" (Maroon 5 cover)                     |
| 2011 | "The One That Got Away" (Katy Perry cover)               |
| 2012 | "Domino" (Jessie J cover)                                |
| 2012 | "I Will Always Love You" (Whitney Houston tribute)       |
| 2012 | "Stronger" (Kelly Clarkson cover)                        |
| 2012 | "Somebody That I Used To Know" (Gotye cover)             |
| 2012 | "We Are Young" (fun. cover)                              |
| 2012 | "What Makes You Beautiful" (One Direction cover)         |
| 2012 | "Britney Spears Medley" (Britney Spears cover)           |
| 2012 | "Call Me Maybe" (Carly Rae Jepsen cover)                 |
| 2012 | "Safe and Sound" (Taylor Swift cover)                    |

## Fotnoter
1. ↑  Sam Tsui på Facebook
2. ↑  ”Duke's Men of Yale's webbplats: Sam Tsui”. Arkiverad från originalet den 27 december 2013. https://web.archive.org/web/20131227002716/http://www.yale.edu/dukesmen/rosterpages/rostersamt.html. Läst 11 november 2014.